# Parapat (Sosa)
Parapat is een bestuurslaag in het regentschap Padang Lawas van de provincie Noord-Sumatra, Indonesië. Parapat telt 1102 inwoners (volkstelling 2010).